# Canthium
Canthium is een geslacht uit de sterbladigenfamilie (Rubiaceae). De soorten uit het geslacht komen voor in tropisch en zuidelijk Afrika, (sub)tropisch Azië en in het westelijke deel van het Pacifisch gebied.

## Soorten
- Canthium aciculatum Ridl.
- Canthium angustifolium Roxb.
- Canthium arboreum S.Vidal
- Canthium aurantiacum Merr. & L.M.Perry
- Canthium berberidifolium E.T.Geddes
- Canthium bipinnatum (Blanco) Merr.
- Canthium brunneum (Merr.) Merr.
- Canthium calvum Craib
- Canthium cambodianum Pit.
- Canthium campanulatum Thwaites
- Canthium cavaleriei H.Lév.
- Canthium ciliatum (D.Dietr.) Kuntze
- Canthium coffeoides Pierre ex Pit.
- Canthium congestiflorum Ridl.
- Canthium cordatum Dillwyn
- Canthium coromandelicum (Burm.f.) Alston
- Canthium depressinerve Ridl.
- Canthium ellipticum (Merr.) Merr.
- Canthium fenicis (Merr.) Merr.
- Canthium ferrugineum Craib
- Canthium filipendulum Pierre ex Pit.
- Canthium fraternum Miq.
- Canthium glaucum Hiern
- Canthium gracilipes Kurz
- Canthium hainanense (Merr.) Lantz
- Canthium hirtellum Ridl.
- Canthium hispidonervosum (De Wild.) C.M.Evrard
- Canthium horridulum Craib
- Canthium horridum Blume
- Canthium inerme (L.f.) Kuntze
- Canthium korthalsianum Miq.
- Canthium kuntzeanum Bridson
- Canthium laeve Teijsm. & Binn.
- Canthium lasianthoides Miq.
- Canthium libericum Dinkl.
- Canthium longipes E.T.Geddes
- Canthium lucidum R.Br.
- Canthium macrocarpum Thwaites
- Canthium malayense K.M.Wong
- Canthium megacarpum (Merr.) Merr.
- Canthium megistocarpum Merr. & L.M.Perry
- Canthium merrillianum Mabb.
- Canthium merrillii (Setch.) Christoph.
- Canthium mite Bartl. ex DC.
- Canthium molle King & Gamble
- Canthium moluccanum Roxb.
- Canthium oblongum (Valeton) Kaneh.
- Canthium oliganthum (Miq.) Boerl.
- Canthium oligocarpum Hiern
- Canthium parvifolium Roxb.
- Canthium paucinervium (Merr.) Merr.
- Canthium pedunculare Cav.
- Canthium perakanthus ined.
- Canthium polyanthum Miq.
- Canthium puberulum Thwaites ex Hook.f.
- Canthium quadratum Craib
- Canthium rheedei DC.
- Canthium sarcocarpum (Merr.) Merr.
- Canthium sarmentosum Craib
- Canthium scabridum Ridl.
- Canthium scandens Blume
- Canthium schlechterianum Merr. & L.M.Perry
- Canthium simile Merr. & Chun
- Canthium sordidum (K.Schum.) Bullock
- Canthium spirostylum Miq.
- Canthium stellulatum Craib
- Canthium strigosum Craib
- Canthium strychnoides Craib
- Canthium subaureum Craib
- Canthium subcapitatum (Merr.) Merr.
- Canthium suberosum Codd
- Canthium subsessilifolium (Merr.) Merr.
- Canthium tavoyanum (R.Parker) Merr.
- Canthium travancoricum Bedd.
- Canthium trichophorum Quisumb. & Merr.
- Canthium umbelligerum Miq.
- Canthium vanwykii Tilney & Kok
- Canthium villarii S.Vidal
- Canthium violaceum Zoll. & Moritzi

... · 
Afrocanthium · 
Asperula (Bedstro) · 
Atractocarpus · 
Belonophora · 
Bouvardia · 
Breonadia · 
Byrsophyllum · 
Callipeltis · 
Cephalanthus (Kogelbloem) · 
Chassalia · 
Cinchona · 
Coffea (Koffie) · 
Coprosma · 
Cruciata · 
Deppea · 
Galium (Walstro) · 
Gardenia · 
Genipa · 
Morinda · 
Nertera · 
Pentas · 
Plocama · 
Portlandia · 
Psydrax · 
Richardia · 
Rothmannia · 
Rubia · 
Rutidea · 
Rytigynia · 
Sabicea · 
Sarcocephalus · 
Sericanthe · 
Sherardia · 
Spermacoce · 
Tarenna · 
Tricalysia · 
Uncaria · 
Vangueria · 
Virectaria ·  
Wendlandia · 
...